# 반조음

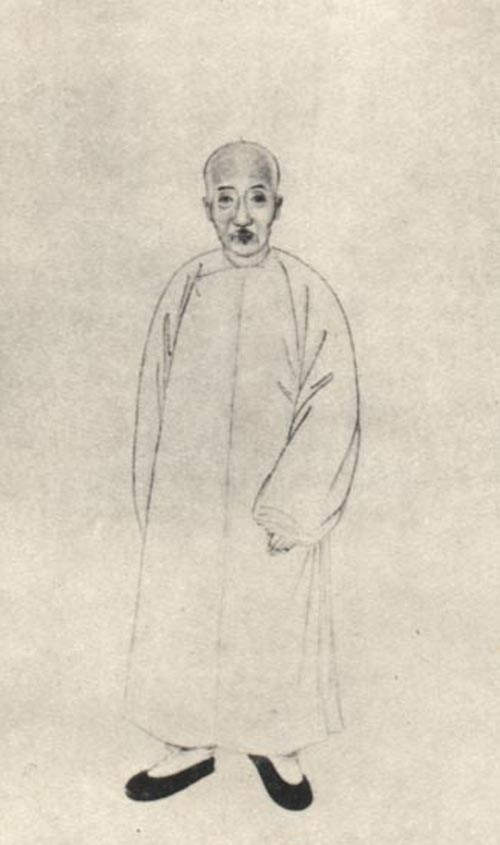
반조음

반조음(중국어 정체자: 潘祖蔭, 병음: Pan Zuyin, 1830년 ~ 1890년)은 청나라 말기의 관리이자, 금석학자이다. 자는 백인(伯寅), 호는 정암(鄭盦)이다.

## 생애
강소성 우현 (현재의 쑤저우시) 출신으로 장원의 반세은의 손자이다. 1852년, 탐화로 진사가 되었고, 편수가 되었다. 그 후, 시독학사, 광록사경, 좌부도어사, 공부시랑, 형부시랑, 대리사경, 예부우시랑, 공부상서, 형부상서, 병부상서를 역임했고, 1882년에는 군기대신에 취임했다. 사후 태자태부(太子太傅)와 문근(文勤)의 시호를 주어졌다.
1860년, 좌종당이 탄핵당하자 변호하며, “국가에게 호남이 없는 것은 하루도 없어야 하고, 호남에게 종당이 없는 것도 하루도 없어야 한다”고 말했다.
책과 금석비문의 수장가이며, 감정가로 널리 이름이 알려져, ‘반신안’(潘神眼)이라 불렸다. 금석을 즐겨 소장했고 그 컬렉션은 진개기와 함께 나란히 불렸다.
반조음은 대를 이을 아들을 얻지 못했다. 1883년, 반조음은 부친상으로 은퇴를 했다. 1890년에 반조음은 베이징에서 세상을 떴다. 그의 동생 반조년(潘祖年; 1870–1925)이 그의 가산을 상속했다.

## 참고자료
- Jaishree Netting, Lara (2013). 《A Perpetual Fire: John C. Ferguson and His Quest for Chinese Art and Culture》. 홍콩 대학교 출판부. ISBN 978-988-8139-18-7.
- Schnapp, Alain (2014). 《World Antiquarianism: Comparative Perspectives》. Getty Publications. ISBN 978-1-60606-148-0.